# Pakosław (gemeente)
De gemeente Pakosław is een landgemeente in het Poolse woiwodschap Groot-Polen, in powiat Rawicki.
De zetel van de gemeente is in Pakosław.
Op 30 juni 2004 telde de gemeente 4584 inwoners.

## Oppervlakte gegevens
In 2002 bedroeg de totale oppervlakte van gemeente Pakosław 77,54 km², waarvan:
- agrarisch gebied: 71%
- bossen: 22%

De gemeente beslaat 14,02% van de totale oppervlakte van de powiat.

## Demografie
Stand op 30 juni 2004:
| Omschrijving                   | Totaal | Totaal | Vrouwen | Vrouwen | Mannen | Mannen |
| ------------------------------ | ------ | ------ | ------- | ------- | ------ | ------ |
| eenheid                        | aantal | %      | aantal  | %       | aantal | %      |
| inwoners                       | 4584   | 100    | 2229    | 48,6    | 2355   | 51,4   |
| bevolkingsdichtheid (inw./km²) | 59,1   | 59,1   | 28,7    | 28,7    | 30,4   | 30,4   |

In 2002 bedroeg het gemiddelde inkomen per inwoner 1306,41 zł.

## Administratieve plaatsen (sołectwo)
Białykał, Chojno, Golejewko, Golejewo, Góreczki Wielkie, Kubeczki, Niedźwiadki, Osiek, Ostrobudki, Pakosław, Podborowo, Pomocno, Sowy, Sworowo, Zaorle.

## Aangrenzende gemeenten
Jutrosin, Miejska Górka, Milicz, Rawicz